# Pone Kingpetch
Pone Kingpetch (taj. โผน กิ่งเพชร, prawdziwe nazwisko Mana Sridokbuab, taj. มานะ สีดอกบวบ, ur. 12 lutego 1935 w Hua Hin, zm. 31 marca 1982 w Bangkoku) – tajski bokser, zawodowy mistrz świata kategorii muszej.
Rozpoczął karierę boksera zawodowego w 1954. W 1957 zdobył wakujący tytuł mistrza wagi muszej federacji OBPF (Oriental Pacific Boxing Federation). 16 kwietnia 1960 zmierzył się w Bangkoku z obrońcą tytułu mistrza świata tej kategorii Pascualem Pérezem i wygrał niejednogłośnie na punkty po 15 rundach. Został tym samym pierwszym zawodowym mistrzem świata pochodzącym z Tajlandii. W walce rewanżowej 22 września tego roku w Los Angeles pokonał Péreza przez techniczny nokaut w 8. rundzie.
Następnie Kingpetch dwukrotnie obronił tytuł wygrywając w Tokio 27 czerwca 1961 z Mitsunorim Sekim i 30 maja 1962 z Kyo Noguchim, oba razy na punkty po 15 rundach. W kolejnej walce o pas mistrzowski, również w Tokio 10 października 1962 znokautował go inny Japończyk Masahiko „Fighting” Harada w 11. rundzie. Była to walka o mistrzostwo świata federacji WBA W rewanżu 13 stycznia 1963 w Bangkoku Kingpetch odzyskał tytuł, wygrywając na punkty, jednak już w następnej walce 18 września tego roku w Tokio go utracił, przegrywając przez nokaut w 1. rundzie z Hiroyuki Ebiharą z Japonii. Ebihara stał się mistrzem zarówno WBA, jak i WBC.
Kingpetch po raz trzeci stał się mistrzem świata po wygraniu walki rewanżowej z Ebiharą 23 stycznia 1964 w Bangkoku. W kolejnej walce, która odbyła się 23 kwietnia 1965 w Rzymie, tytuły mistrza świata obu federacji odebrał mu Salvatore Burruni, który wygrał jednogłośnie na punkty. Kingpetch stoczył później jeszcze dwie walki i zakończył karierę w 1966.
Zmarł w wieku 47 lat na zapalenie płuc.

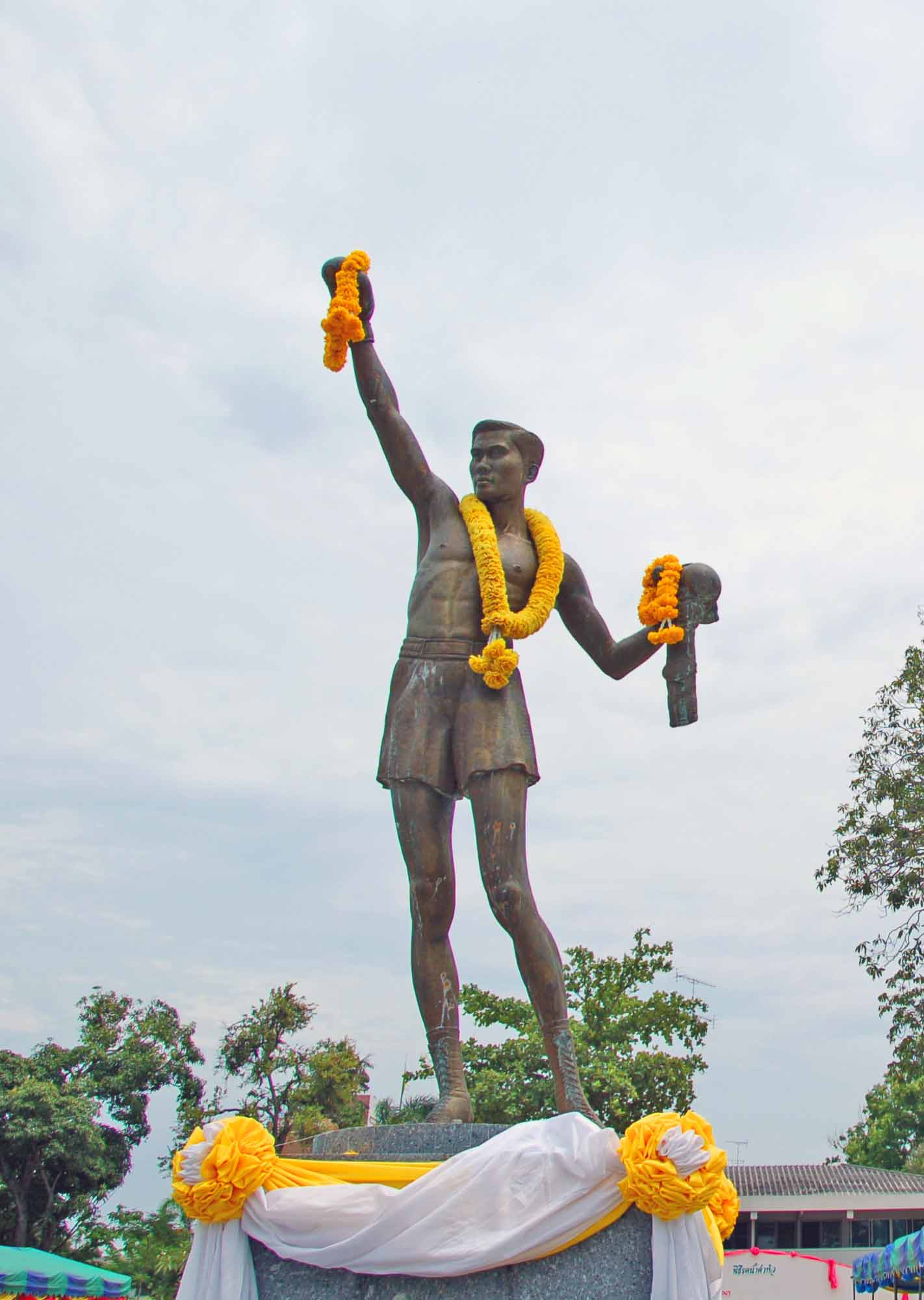
Pomnik Kingpetcha w Hua Hin, w parku jego imienia

W Hua Hin, gdzie się urodził, istnieje park imienia Pone Kingpetcha z jego pomnikiem.